# Hetman Sahaydatchniy (F130)
Hetman Sahaydatchniy (F130) (U130 jusqu'à mi-2018 - ukrainien : Гетьман Сагайдачний) est une frégate de la marine ukrainienne qui a été construite à l'origine au chantier naval de Kertch en tant que navire de patrouille du Project 1135.1 (Classe Krivak III en classification OTAN). Le navire a été lancé le 29 mars 1992 et mis en service le 2 avril 1993 au sein des troupes frontalières soviétiques du KGB. Le 4 juillet 1993, nommé d'après Petro Sahaïdatchnyi, a intégré la marine ukrainienne. Basé à Odessa à partir de mars 2014, il en est le navire amiral  de la flotte ukrainienne jusqu'au 3 mars 2022, date de son sabordage,.

## Historique
En 1994, Hetman Sahaydatchniy a mis le cap sur la France pour participer aux commémorations du cinquantième anniversaire du Débarquement de Normandie.
En 1995, il a visité Abou Dabi lors du salon d'armement Idex-95. Le navire a également visité des ports en Algérie, en Bulgarie, en Égypte, en Géorgie, à Gibraltar, en Israël, au Portugal, en Russie et en Turquie.
Entre novembre 2006 et novembre 2007, il a connu des réparations majeures à Mykolaïv pour un coût de quinze millions de hryvnia .
En 2008, Hetman Sahaydatchniy a participé à l'opération Active Endeavour en Méditerranée. En février 2013, il a participé à l'opération Ocean Shield de l'OTAN, une campagne anti-piraterie au large de la Corne de l'Afrique.
Début 2014, il a rejoint la Force navale de l'Union européenne (EUNAVFOR) pour des opérations anti-piraterie. Alors qu'il se ravitaillait en Grèce, pendant l'annexion de la Crimée par les troupes russes, le sénateur russe Igor Morozov (ru) a affirmé à tort le 1er mars 2014 que l'équipage du navire s'était rendu en Russie et avait levé le drapeau russe. Peu de temps après, des organes de presse indépendants ont signalé que le navire battait toujours pavillon ukrainien dans le port de Crète. Le commandant du navire a confirmé que l'équipage n'avait jamais fait défection vers les Russes. Le navire est arrivé à Odessa sous pavillon ukrainien le 5 mars. En septembre, la frégate est entrée à Odessa pour bénéficier de réparations.
En mai 2017, elle a subi une panne de moteur peu de temps après avoir pourtant eu des réparations.
Le 2 avril 2018, elle a célébré le 25e anniversaire de sa mise en service et a participé, en juillet 2018, aux exercices multinationaux Sea Breeze 2018.
Le 3 mars 2022, les troupes ukrainiennes l'ont sabordée dans le port de Mykolaïv alors qu'elle était en réparation lors de l'invasion russe.

## Galerie

Insigne du Hetman Sahaydachniy.
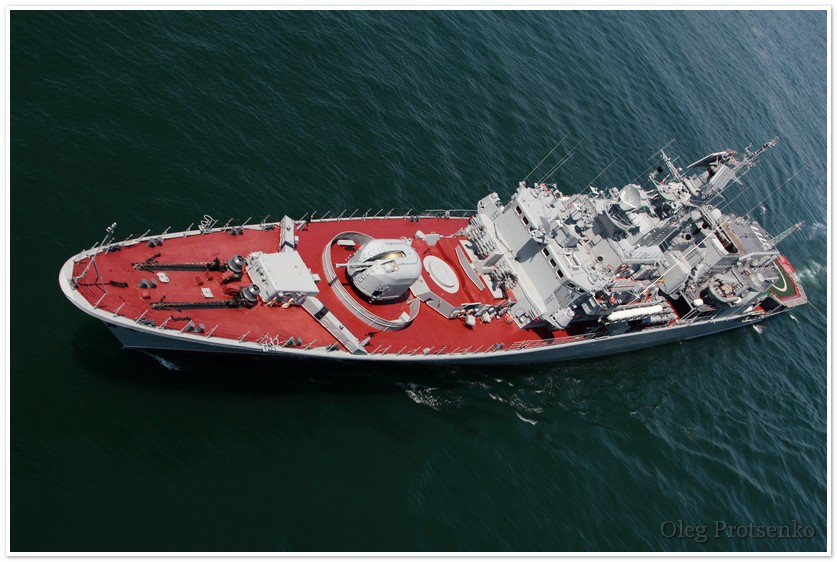
Vue avant.
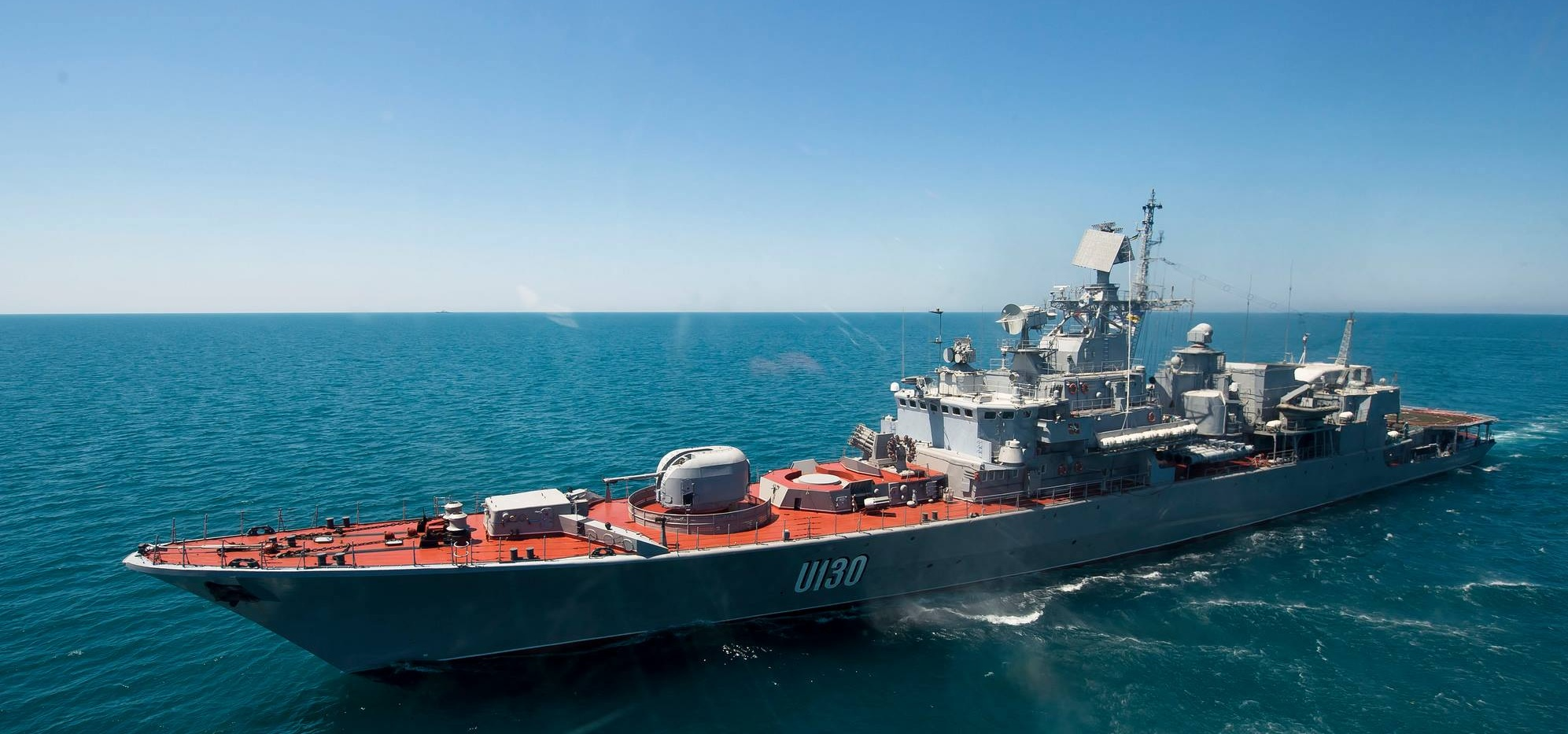
Sea Breeze 2015.